# Nileena Abraham
Nileena Abraham (Panjabi ਨੀਲੀਨਾ ਅਬਰਾਹਮ; * 25. Juli 1925 in Kalkutta; geb. Dutta): S. 362 ist eine indische Schriftstellerin und Übersetzerin. Sie hat zahlreiche Bücher aus dem Bengalischen ins Malayalam übersetzt und umgekehrt. Genauso ist sie auch im Englischen zuhause.

## Leben und Werk
Nileena Abraham entstammt einer bengalischen Familie und ist in Kerala aufgewachsen. Nach ihrer Schulzeit machte sie ihren Master in Bengalischer Sprache, war anschließend Lehrbeauftragte am Maharajas College, danach an der International School of Dravidian Linguistics in Thiruvananthapuram. Zuletzt lebt sie in Ernakulam und ist mit Taryan Abraham verheiratet.
Abraham gehört zu den Übersetzern, die den Zeitraum kurz nach der Unabhängigkeit Indiens nutzen konnten, in dem Literatur noch dünn gesät war, dann aber kontinuierlich zunahm. Dies gesah vor allem durch finanzielle Förderung des National Book Trust und von Sahitya Akademis. Nur wenige Einzelpersonen waren in der Lage, literarische Übersetzungen vorzunehmen. Zu dieser Equipe gehörten der britische Linguist Ronald E. Asher (1926–2022) und die Dichterin, Autorin, Übersetzerin und Sanskrit-Gelehrte Rati Saxena.
Mit einer anderen, wichtigen Übersetzerin, Enakshi Chatterjee (1934–2021), hat sie jahrelang zusammengearbeitet, so liegen beispielsweise von diesen beiden Frauen Übersetzungen des 1953 erschienenden, bengalischen Romans des indischen Schriftstellers Tarashankar Bandyopadhyay Arogyaniketan vor, der den Sahitya Akademi Award gewann und in dem psychologische und philosophische Spannungen zwischen Tradition und Moderne behandelt werden, ein zentrales Thema des Ayurveda.
Mini Chandran (* 1964) beschreibt Abrahams Übersetzungsstil passend zum sanskritisierten Malayalam am Beispiel von Arogyaniketan als „sehr literarisch und schwerfällig“, was gut zu der im Roman geschilderten Atmosphäre der Alten Welt passe. Chatterjee, die ebenfalls eine Übersetzung dieses Romans vorgelegt hat, sei dagegen im Stil kürzer gefasst und prägnanter. Es sei „offensichtlich, dass Abraham die kulturspezifischen Begriffe, die Chatterjee vorsichtig auslässt, nicht vermeidet“. Zusätzlich verwende Abraham an einer von Chandran zitierten Stelle gar eine Fußnote, um darauf hinzuweisen, dass der Satz „Man kann den Fischgeschmack nicht mit Spinat überdecken, mein Freund!“ ein bengalisches Sprichwort sei, das Chatterjee unterlasse. Ähnlich verhielte es sich auch mit Monatsbezeichnungen und Festtagen, die Abraham genau benenne.: S. 363 Abraham gehöre nach Chandrans Meinung zu der Gruppe von Autorinnen, die einen freien und unbefangenen Gebrauch von Worten erlauben, sofern sie davon überzeugt sind, dass sie von ihren Lesern verstanden werden.: S. 372